# Nhà thờ chính tòa Chúa Kitô Vua, Ende
Nhà thờ chính tòa Chúa Kitô Vua  (tiếng Indonesia: Gereja Katedral Kristus Raja) cũng được gọi là Nhà thờ chính tòa Ende là tên nhận được một tòa nhà tôn giáo liên kết với Nhà thờ Công giáo nằm ở thành phố Ende trong vương triều cùng tên trong tỉnh East Nusa Tenggara thuộc đảo Flores ở phía nam của đất nước châu Á Indonesia.
Ngôi đền thiết kế theo phong cách Roma hoặc Latinh và là nhà thờ mẹ của Tổng giáo phận Metropolitan (Archidioecesis Endehenus hoặc Keuskupan Agung Ende) bắt đầu như một quận tông đồ vào năm 1913 và được nâng lên thành hiện tại vào năm 1961 bởi con bò "Quod Christ" "Của Giáo hoàng John XXIII.
Đó là trách nhiệm mục vụ của Đức Tổng Giám mục Vincentius Sensi Potokota.